# Drosicha littorea
Drosicha littorea är en insektsart som beskrevs av John Wyman Beardsley 1966. 
Drosicha littorea ingår i släktet Drosicha och familjen pärlsköldlöss. Inga underarter finns listade i Catalogue of Life.